# Maisie Williams
Margaret Constance "Maisie" Williams (Bristol, Reino Unido; 15 de abril de 1997) es una actriz británica. Hizo su debut como actriz profesional como Arya Stark de Invernalia en la serie de fantasía de HBO Game of Thrones en 2011, por la que ganó el Emmy Award a la mejor actriz de reparto en un drama, el Portal Award a la mejor actriz de reparto – Televisión y mejor joven actriz, y el Saturn Award a la Mejor Interpretación por una joven Actriz. En 2016, fue nominada para un Primetime Emmy Award por Mejor Actriz de Reparto en una Serie Dramática.
Williams también tuvo un papel recurrente en Doctor Who como Ashildr en 2015. Además de la televisión, debutó en el cine en la película de misterio The Falling (2014), por la que ganó el London Film Critics' Circle Award for Young Performer of the Year.

## Biografía
Williams nació en Bristol, Inglaterra. Su apodo, "Maisie", proviene de un personaje de tiras cómicas llamadas The Perishers. Williams es la más joven de cuatro hijos; sus hermanos mayores son James, Beth, y Ted. Es hija de Hilary Pitt.
Creció en Somerset y asistió a la Escuela Primaria de Clutton y luego a la Norton Hill School, en Midsomer Norton, antes de mudarse al Instituto de Danzas de Bath, para estudiar artes escénicas. Maisie desde pequeña tuvo interés en estas actividades, además de gran talento especialmente para el teatro.

## Carrera
El primer papel importante de Maisie Williams es interpretando a Arya Stark, la menor de las hijas de la Casa Stark en Juego de tronos, la popular serie emitida en HBO desde 2011, basada en la saga de novelas Canción de Hielo y Fuego, del escritor George R. R. Martin. Fue reconocida también por su breve actuación en la serie ''Doctor Who'' en el rol de Ashildr.

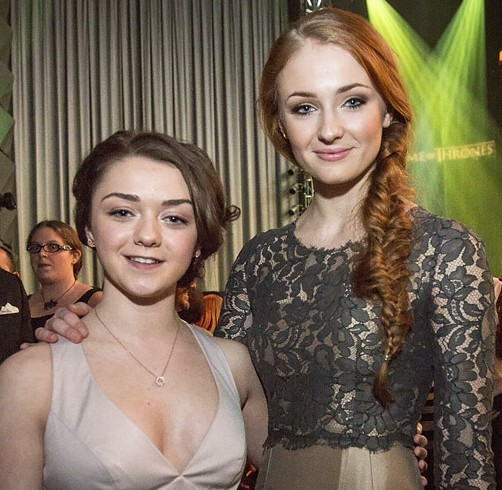
Maisie Williams y la también protagonista de Game of Thrones Sophie Turner en 2013.

También interpretó a Loren Caleigh en la serie dramática de la BBC The Secret of Crickley Hall e hizo una aparición en Funny or Die. Ha aparecido en película independientes como Heatstroke (2012) y Gold (2013), y en los cortometrajes Corvidae (2013) y Up On The Roof (2013).
Williams interpretó a Lorna Thompson película de ciencia ficción We Are Monsters.
En 2014, Williams interpretó a Lydia en The Falling. En diciembre, Williams negoció con Naughty Dog interpretar el papel Ellie del videojuego The Last of Us.
En enero de 2015, Williams apareció en el docudrama Cyberbully. En febrero de 2015, Williams fue protagonista del videoclip "Oceans" de la banda Seafret.
En marzo de 2015, la BBC anunció que Williams aparecería en episodios de Doctor Who ("The Girl Who Died" y "The Woman Who Lived").
El 28 de junio de 2018, se anunció que Williams protagonizaría una obra de teatro escrita pot Lauren Gunderson, llamada I and You, que se representará en octubre de 2018 en el Hampstead Theatre en Londres.
En 2020, Williams representará a Wolfsbane en la película de superhéroes New Mutants.

## Daisie
En agosto de 2018 Williams lanzó una aplicación móvil llamada Daisie con la finalidad de dar una plataforma a gente creativa del mundo del arte, moda y literatura.

## Filmografía

### Cine
| Año  | Título                     | Rol                        | Notas                                     | Ref(s) |
| ---- | -------------------------- | -------------------------- | ----------------------------------------- | ------ |
| 2012 | The Olympic Ticket Scalper | Scraggly Sue               | Cortometraje                              |        |
| 2012 | Heatstroke                 | Jo O'Malley                |                                           | [ 10 ] |
| 2013 | Up on the Roof             | Trish                      | Cortometraje; también productor ejecutivo | [ 11 ] |
| 2013 | Corvidae                   | Jay                        | Cortometraje                              | [ 9 ]  |
| 2014 | Gold                       | Abbie                      |                                           | [ 10 ] |
| 2015 | The Falling                | Lydia Lamont               |                                           | [ 26 ] |
| 2016 | El libro del amor          | Millie Pearlman            |                                           | [ 27 ] |
| 2017 | iBoy                       | Lucy Walker                |                                           | [ 28 ] |
| 2017 | Mary Shelley               | Isabel Baxter              |                                           | [ 29 ] |
| 2017 | Stealing Silver            | Leonie                     | Cortometraje                              | [ 30 ] |
| 2018 | Early Man                  | Goona (voz)                |                                           | [ 31 ] |
| 2018 | Departures                 | Skye                       |                                           | [ 32 ] |
| 2020 | Los nuevos mutantes        | Rahne Sinclair / Wolfsbane |                                           | [ 33 ] |
| 2020 | The Owners                 | Mary / Jane Vorrel         |                                           |        |

### Televisión
| Año       | Título                      | Rol                                                                              | Cadena       | Notas                                                | Ref(s)        |
| --------- | --------------------------- | -------------------------------------------------------------------------------- | ------------ | ---------------------------------------------------- | ------------- |
| 2011–2019 | Game of Thrones             | Arya Stark                                                                       | HBO          | Elenco principal                                     | [ 34 ]        |
| 2012      | The Secret of Crickley Hall | Loren Caleigh                                                                    | BBC One      | 3 episodios                                          | [ 35 ]        |
| 2014      | Robot Chicken               | Black Cherry Pie, Shlorpette Didi Pickles, Margaux Kramer, Bee Cosplayer (voces) | Adult Swim   | Episodios: "Bitch Pudding Special" "Link's Sausages" |               |
| 2015      | Cyberbully                  | Casey Jacobs                                                                     | Channel 4    | Película para televisión                             | [ 36 ]        |
| 2015      | Doctor Who                  | Ashildr                                                                          | BBC One      | 4 episodios                                          | [ 37 ]        |
| 2020      | Two Weeks to Live           | Kim Noakes                                                                       | Sky, HBO Max | 6 episodios                                          | [ 38 ]        |
| 2022      | Pistol                      | Jordan (Pamela Rooke)                                                            | FX on Hulu   | Miniserie, 6 episodios                               | [ 39 ] [ 40 ] |
| 2024      | The New Look                | Catherine Dior                                                                   | Apple TV+    | Posproducción                                        | [ 41 ]        |

### Web Series
| Año  | Título   | Rol             | Notas             | Ref(s) |
| ---- | -------- | --------------- | ----------------- | ------ |
| 2019 | Gen:Lock | Cammie MacCloud | Web serie animada |        |

### Videos musicales
- "Oceans" – Seafret (2015)
- "Rest Your Love" – The Vamps (2015)
- "Sing" – Pentatonix (2015)
- "Sunday" – Gardna (2015)
- "You Mean The World To Me" - Freya Ridings (2019)
- "Miracle" - Madeon (2020)

### Videoclip
- Forever Chuck – Converse (2017)

## Premios y nominaciones
| Año  | Premio                              | Categoría                                                  | Trabajo              | Resultado | Ref.   |
| ---- | ----------------------------------- | ---------------------------------------------------------- | -------------------- | --------- | ------ |
| 2011 | Portal Award                        | Best Young Actor                                           | Game of Thrones      | Nom       | [ 42 ] |
| 2011 | Scream Award                        | Best Ensemble                                              | Game of Thrones      | Nom       | [ 43 ] |
| 2012 | SFX Awards                          | Best Actress                                               | Game of Thrones      | Nom       | [ 44 ] |
| 2012 | Portal Award                        | Best Supporting Actress                                    | Game of Thrones      | Ganadora  | [ 45 ] |
| 2012 | Portal Award                        | Best Young Actor                                           | Game of Thrones      | Ganadora  | [ 45 ] |
| 2012 | Screen Actors Guild Award           | Outstanding Performance by an Ensemble in a Drama Series   | Game of Thrones      | Nom       | [ 46 ] |
| 2012 | Gold Derby TV Awards                | Breakthrough Performer of the Year                         | Game of Thrones      | Nom       | [ 47 ] |
| 2013 | Young Artist Award                  | Best Performance in a TV Series – Supporting Young Actress | Game of Thrones      | Nom       | [ 48 ] |
| 2013 | BBC Radio 1 Teen Award              | Best British Actress                                       | Best British Actress | Ganadora  | [ 49 ] |
| 2014 | Screen Actors Guild Award           | Outstanding Performance by an Ensemble in a Drama Series   | Game of Thrones      | Nom       | [ 50 ] |
| 2014 | EWwy Award                          | Best Supporting Actress, Drama                             | Game of Thrones      | Ganadora  | [ 51 ] |
| 2015 | SFX Awards                          | Best Actress                                               | Game of Thrones      | Nom       | [ 52 ] |
| 2015 | Screen Actors Guild Award           | Outstanding Performance by an Ensemble in a Drama Series   | Game of Thrones      | Nom       | [ 53 ] |
| 2015 | Empire Award                        | Empire Hero Award                                          | Game of Thrones      | Ganadora  | [ 54 ] |
| 2015 | EWwy Award                          | Best Supporting Actress, Drama                             | Game of Thrones      | Nom       | [ 55 ] |
| 2015 | Berlin International Film Festival  | Shooting Stars Award                                       | Shooting Stars Award | Ganadora  | [ 18 ] |
| 2015 | Saturn Award                        | Best Performance by a Young Actor in a Television Series   | Game of Thrones      | Ganadora  | [ 56 ] |
| 2016 | Shorty Award                        | Favorite Actress                                           | Favorite Actress     | Nom       | [ 57 ] |
| 2016 | London Film Critics' Circle Award   | Young British/Irish Performer Of The Year                  | The Falling          | Ganadora  | [ 58 ] |
| 2016 | Evening Standard British Film Award | Rising Star                                                | The Falling          | Ganadora  | [ 59 ] |
| 2016 | Screen Actors Guild Award           | Outstanding Performance by an Ensemble in a Drama Series   | Game of Thrones      | Nom       | [ 60 ] |
| 2016 | Saturn Award                        | Best Performance by a Young Actor in a Television Series   | Game of Thrones      | Nom       | [ 61 ] |
| 2016 | Primetime Emmy Award                | Outstanding Supporting Actress in a Drama Series           | Game of Thrones      | Nom       | [ 62 ] |
| 2017 | Screen Actors Guild Award           | Outstanding Performance by an Ensemble in a Drama Series   | Game of Thrones      | Nom       | [ 63 ] |
| 2018 | Screen Actors Guild Award           | Outstanding Performance by an Ensemble in a Drama Series   | Game of Thrones      | Nom       |        |